# Kladruby (ort i Tjeckien, Södra Böhmen, lat 49,42, long 14,85)
Kladruby är en ort i Tjeckien.   Den ligger i regionen Södra Böhmen, i den centrala delen av landet, 80 km söder om huvudstaden Prag. Kladruby ligger 544 meter över havet och antalet invånare är 149.
Terrängen runt Kladruby är huvudsakligen platt, men norrut är den kuperad. Runt Kladruby är det ganska glesbefolkat, med 24 invånare per kvadratkilometer. Närmaste större samhälle är Tábor, 13,7 km väster om Kladruby. Omgivningarna runt Kladruby är en mosaik av jordbruksmark och naturlig växtlighet.